# Teqball
Il teqball è uno sport con la palla giocato su un tavolo curvo, che combina elementi del sepak takraw e del tennistavolo. A turno, i giocatori devono colpire un pallone da calcio con una qualsiasi parte del corpo tranne braccia e mani. Il teqball si può giocare in due giocatori uno contro l'altro (singolare) o in quattro giocatori due contro due (doppio). 
Lo sport è rappresentato a livello internazionale dalla FITEQ (Federazione Internazionale di TEQball). 
Il teqball ha attratto diversi calciatori professionisti, venendo incluso nel programma dei III Giochi europei e dei VI Asian beach games del 2023. È inoltre stato lo sport riconosciuto più velocemente dai più alti enti sportivi dato che nell'agosto 2018, solo quattro anni dopo l'invenzione, la FITEQ è stata ufficialmente riconosciuta dal Consiglio Olimpico d'Asia e nel giugno 2019 dall'Associazione dei Comitati Olimpici Nazionali d'Africa. Nel novembre 2020 la FITEQ è entrata a far parte della Global Association of International Sports Federations.

## Storia
Il teqball fu inventato nel 2012 in Ungheria da tre appassionati di calcio: l'ex calciatore professionista Gábor Borsányi, l'imprenditore György Gattyán e l'informatico Viktor Huszar. L'idea nacque da Borsányi, che era solito giocare a calcio su un tavolo da ping pong. Il tavolo orizzontale però faceva sì che la palla non rimbalzasse verso i giocatori e ciò rendeva il gioco poco piacevole. Borsányi pensò che se il tavolo fosse stato ricurvo, la superficie arcuata avrebbe aiutato la palla a rimbalzare verso i piedi dei giocatori. Dopo qualche anno di sviluppo insieme a Viktor Huszar, il primo tavolo da teqball fu creato nel 2014.
Lo sport fu ufficialmente presentato a Budapest, in Ungheria, il 18 ottobre 2016 con l'ex calciatore brasiliano Ronaldinho come uno degli ambasciatori del teqball.

## Regolamento
Le principali regole del teqball sono:
- Il teqball si gioca con un pallone da calcio, quello ufficiale e raccomandato è quello di taglia 5.
- Il teqball si può giocare in due giocatori uno contro l'altro (singolare) o in quattro giocatori due contro due (doppio).
- I match si giocano al meglio dei tre set.
- Ogni set si gioca finché un giocatore/squadra non raggiunge i 12 punti.
- Come nel tennis ogni giocatore/squadra ha due tentativi per completare un servizio.
- I giocatori/squadre si scambiano il servizio ogni quattro punti.
- È vietato toccare la palla con la stessa parte del corpo due volte consecutive.
- È vietato restituire la palla all'avversario con la stessa parte del corpo due volte consecutive.
- Ogni giocatore/squadra ha un massimo di 3 tocchi con una qualsiasi parte del corpo tranne braccia e mani per restituire la palla all'avversario.
- Nel doppio, ogni squadra ha un massimo di 3 tocchi ma i compagni di squadra devono passarsi la palla tra di loro almeno una volta.
- Durante il gioco non si può toccare né il tavolo né l'avversario.
- Nel caso di edgeball (se la palla tocca il nastro), il servizio viene ripetuto.

### Campo da gioco
La dimensione di un campo da gara di teqball è 12 metri di larghezza per 16 metri di lunghezza per 7 metri di altezza. L'area di gioco deve essere rettangolare e il tavolo deve trovarsi esattamente al centro con la rete parallela al lato più corto del perimetro del campo. Il tavolo curvo ha una lunghezza di 3 metri e una larghezza di 1,7 metri. Nel punto più alto nel centro l'altezza del tavolo è di 76 centimetri, l'altezza della rete è di 14 centimetri. Alle due estremità l'altezza è di 56,5 centimetri.

### Palla
La palla in gara deve essere sferica, in pelle o altro materiale adatto, con una circonferenza non superiore a 70 cm e non inferiore a 68 cm e non superiore a 450 g e non meno di 410 g di peso all'inizio della partita. La palla standard è un pallone da calcio di taglia 5.

## Competizioni

### Campionati mondiali
I campionati mondiali di teqball sono una competizione annuale organizzata dalla FITEQ.  I mondiali includono tornei di singolare e doppio con uomini e donne che competevano insieme fino al 2019. Dal 2021 i tornei sono separati (singolare maschile e femminile, doppio maschile e femminile e doppio misto).
Il primo mondiale di teqball si tenne a Budapest, in Ungheria, nel 2017 con più di 20 Paesi partecipanti. Nel 2018 si tenne a Reims, in Francia e nel 2019 nuovamente a Budapest. Dopo l'annullamento dell'edizione 2020 a causa della pandemia di COVID-19, l'edizione 2021 si è tenuta a Gliwice, in Polonia e quella 2022 a Norimberga, in Germania. Nel 2023 per la prima volta i mondiali si sono tenuti fuori dall'Europa, a Bangkok in Thailandia.

### Inclusione in eventi multisportivi
Nel 2019 il teqball è stato incluso ai primi African Beach Games a Ilha do Sal, Capo Verde. Sarà inoltre incluso ai VI Asian beach games in programma nel 2023 a Sanya, in Cina (rinviati dal 2020 a causa della pandemia) e ai III Giochi europei di Cracovia, in Polonia nel 2023.